# 21508 Бенбрюер
21508 Бенбрюер (21508 Benbrewer) — астероїд головного поясу, відкритий 22 травня 1998 року.
Тіссеранів параметр щодо Юпітера — 3,324.